# Новот
Новот (слч. Novoť) насељено је мјесто са административним статусом сеоске општине (слч. obec) у округу Наместово, у Жилинском крају, Словачка Република.

## Становништво
| Година:    | 1994. | 2004.    | 2014.    | 2024.   |
| ---------- | ----- | -------- | -------- | ------- |
| Број људи: | 2828  | 3158     | 3506     | 3818    |
| Разлика:   |       | +11,66 % | +11,01 % | +8,89 % |

| Година:    | 2023. | 2024.   |
| ---------- | ----- | ------- |
| Број људи: | 3790  | 3818    |
| Разлика:   |       | +0,73 % |

Према подацима о броју становника из 2024. године насеље је имало 3818 становника.